# All I Know So Far: Setlist
Albums de Pink
Hurts 2B Human
(2017) Trustfall
(2023)
Singles
1. Cover Me In Sunshine
2. All I Know So Far

All I Know So Far: Setlist est la deuxième compilation de la chanteuse de pop-rock américaine, Pink. Elle est composée de titres enregistrés lors des spectacles du Funhouse Tour (2009) et du Beautiful Trauma World Tour (2017-2019), ainsi que du titre Cover Me In Sunshine enregistré avec sa fille Willow Sage et sorti en streaming hors album, d'un titre inédit spécialement composé pour la compilation, et de la bande audio de son allocution aux MTV VMA en 2017. 
La chanson inédite All I Know So Far est sortie comme single pour assurer la promotion de l'album. 

Une vidéo a également été faite et diffusée sur YouTube, en version longue (sortie le 7 mai 2021) puis en version courte (sortie le 27 mai 2021).

## Parution
En France ce best of est sorti sous deux formats : une version CD et en streaming. 

Sur le site officiel de l'artiste, un magazine en édition limitée a été vendu pour l'occasion. Il contenait également l'album.

## Pistes de l'album
| No  | Titre                                                    | Durée |
| --- | -------------------------------------------------------- | ----- |
| 1.  | Just Like a Pill (live 2019)                             | 4:04  |
| 2.  | Who Knew (live 2019)                                     | 3:32  |
| 3.  | Funhouse / Just a Girl (cover) (live 2019)               | 6:18  |
| 4.  | River (cover) (live 2019)                                | 3:36  |
| 5.  | Just Give Me a Reason (live 2019 (featuring Nate Ruess)) | 4:38  |
| 6.  | Time After Time (live 2019)                              | 3:26  |
| 7.  | Walk Me Home (live 2019)                                 | 2:57  |
| 8.  | I Am Here (live 2019)                                    | 5:28  |
| 9.  | Fuckin' Perfect (live 2019)                              | 4:03  |
| 10. | MTV Video Vanguard Award Speech (cérémonie 2017)         | 2:16  |
| 11. | Cash Cash Remix Intro / What About Us (live 2019)        | 7:30  |
| 12. | Cover Me In Sunshine (feat. Willow Sage Hart)            | 2:18  |
| 13. | All I Know So Far                                        | 4:37  |
| 14. | Bohemian Rhapsody (live 2009)                            | 5:49  |
| 15. | We Are the Champions (live Rock In Rio 2019)             | 1:36  |
| 16. | So What (live 2019)                                      | 6:53  |